# Tarenna lancilimba
Tarenna lancilimba är en måreväxtart som beskrevs av Wei Chiu Chen. Tarenna lancilimba ingår i släktet Tarenna och familjen måreväxter.
Artens utbredningsområde är Hainan (Kina). Inga underarter finns listade i Catalogue of Life.